# 小野川部屋
小野川部屋（おのがわべや）はかつて存在した相撲部屋。

## 沿革
大坂相撲の名門部屋で、東西合同のときにも大きな部屋として存在していた。同じように大阪から加入した陣幕部屋とは、親方同士が兄弟弟子であったこともあって、交流が深く、その後も複雑な動きをしたので、時系列に沿って記述する。なお、力士の異動は、幕内昇進者についての記述である。
- 1927年1月　東西合同
  - 小野川部屋 親方　元加古川　幕内　錦城山勇吉　下位に錦華山大五郎・小野錦仁之助
  - 陣幕部屋 親方　元大門　幕内　荒熊谷五郎
- 1928年10月 錦城山廃業
- 1931年3月 荒熊廃業
- 1931年5月 錦華山入幕
- 1933年5月 小野錦入幕
- 1934年1月 小野川部屋閉鎖　親方・力士全員陣幕部屋に移籍（錦華山・小野錦）
- 1937年5月 青葉山徳雄（陣幕に入門していた）入幕
- 1938年6月 陣幕親方死去　小野川親方部屋経営を再開、全員小野川に所属（錦華山・小野錦・青葉山、下位に小野錦喜三郎）
- 1940年1月 錦華山引退、高崎襲名
- 1942年1月 青葉山、二枚鑑札で陣幕襲名、下位力士1名以外は陣幕所属になる（小野錦喜三郎、信夫山治貞）
- 1942年1月 小野錦仁之助引退、小野川襲名。加古川の親方は隠居。下位力士1名で部屋経営。
- 1944年1月 青葉山引退、年寄専業になる。小野川部屋閉鎖。
- 1945年6月 小野錦仁之助の小野川親方廃業。
- 1947年6月 陣幕部屋閉鎖。陣幕親方は出羽海部屋へ、力士は錦華山の高崎親方が引き取り、小野川に名跡変更（小野錦喜三郎、信夫山治貞）。このときから系統別総当たり制で出羽海一門に正式にはいり、出羽海・春日野部屋との対戦がなくなる。

こうして、錦華山の小野川親方が部屋を再興し、関脇信夫山治貞、海乃山勇、小結成山明を育てた。技能派力士が多かったのが特徴で、栃若時代の名わき役の部屋であった。1965年からの部屋別総当たり制導入を前に、部屋を閉じ、海乃山をはじめ全員が出羽海部屋に移籍、小野川部屋の看板は閉じられた。海乃山が引退後小野川を襲名したが、まもなく廃業、名跡は、同じく大阪相撲を祖とする三保ヶ関部屋所属の大関増位山太志郎が所有し、その後、横綱北の湖敏満と名跡を交換し、小野川の名跡は北の湖の所有となったが、一代年寄となったために、北の湖は小野川部屋を名乗らず、北の湖部屋とした。
小野川の名跡は北の湖部屋の幕内力士だった巌雄謙治がその後しばらく襲名していた。巌雄が山響の株を取得した後は、再び北の湖の所有となり、北の湖逝去後は、部屋は巌雄が山響部屋として継承、小野川の名跡は北の湖の遺族が名跡を保管したが、2018年1月場所前に引退した北の湖の弟子だった北太樹明義が取得、襲名している。その点で大阪の系統を伝える名跡となっている。